# Coppa del mondo di triathlon del 2006
La Coppa del mondo di triathlon del 2006 (XVI edizione) è consistita in una serie di quindici gare.
Tra gli uomini ha vinto lo spagnolo Javier Gómez. Tra le donne si è aggiudicata la coppa del mondo la portoghese Vanessa Fernandes.

## Risultati

### Classifica generale

#### Élite Uomini
| Pos. | Nome                   | Paese         | Punti |
| ---- | ---------------------- | ------------- | ----- |
|      | Javier Gómez           | Spagna        | 322   |
|      | Volodimir Polikarpenko | Ucraina       | 274   |
|      | Andy Potts             | Stati Uniti   | 258   |
| 4    | Brad Kahlefeldt        | Australia     | 250   |
| 5    | Hunter Kemper          | Stati Uniti   | 238   |
| 6    | Kris Gemmell           | Nuova Zelanda | 227   |
| 7    | Frédéric Belaubre      | Francia       | 194   |
| 8    | Bevan Docherty         | Nuova Zelanda | 168   |
| 9    | Jan Frodeno            | Germania      | 162   |
| 10   | Sven Riederer          | Svizzera      | 153   |

#### Élite donne
| Pos. | Nome              | Paese         | Punti |
| ---- | ----------------- | ------------- | ----- |
|      | Vanessa Fernandes | Portogallo    | 388   |
|      | Joelle Franzmann  | Germania      | 319   |
|      | Anja Dittmer      | Germania      | 282   |
| 4    | Laura Bennett     | Stati Uniti   | 264   |
| 5    | Emma Snowsill     | Australia     | 244   |
| 6    | Andrea Whitcombe  | Regno Unito   | 237   |
| 7    | Lauren Groves     | Canada        | 222   |
| 8    | Samantha Warriner | Nuova Zelanda | 217   |
| 9    | Andrea Hewitt     | Nuova Zelanda | 191   |
| 10   | Debbie Tanner     | Nuova Zelanda | 183   |

### La serie
Doha - Qatar 
3 marzo 2006
| Pos. | Uomini                 | Uomini      | Uomini   | Donne            | Donne       | Donne    |
| Pos. | Atleta                 | Paese       | Tempo    | Atleta           | Paese       | Tempo    |
| ---- | ---------------------- | ----------- | -------- | ---------------- | ----------- | -------- |
|      | Brad Kahlefeldt        | Australia   | 01:51:17 | Annabel Luxford  | Australia   | 01:59:36 |
|      | Mark Fretta            | Stati Uniti | 01:51:23 | Joelle Franzmann | Germania    | 01:59:48 |
|      | Volodymyr Polikarpenko | Ucraina     | 01:51:27 | Laura Bennett    | Stati Uniti | 02:01:05 |

Aqaba - Giordania 
10 marzo 2006
| Pos. | Uomini                 | Uomini     | Uomini   | Donne             | Donne       | Donne    |
| Pos. | Atleta                 | Paese      | Tempo    | Atleta            | Paese       | Tempo    |
| ---- | ---------------------- | ---------- | -------- | ----------------- | ----------- | -------- |
|      | Volodymyr Polikarpenko | Ucraina    | 01:47:33 | Vanessa Fernandes | Portogallo  | 01:59:43 |
|      | Javier Gómez           | Spagna     | 01:47:35 | Joelle Franzmann  | Germania    | 02:00:46 |
|      | Bruno Pais             | Portogallo | 01:47:59 | Laura Bennett     | Stati Uniti | 02:01:01 |

Mooloolaba - Australia 
26 marzo 2006
| Pos. | Uomini            | Uomini        | Uomini   | Donne           | Donne         | Donne    |
| Pos. | Atleta            | Paese         | Tempo    | Atleta          | Paese         | Tempo    |
| ---- | ----------------- | ------------- | -------- | --------------- | ------------- | -------- |
|      | Bevan Docherty    | Nuova Zelanda | 01:49:42 | Annabel Luxford | Australia     | 02:01:10 |
|      | Hunter Kemper     | Stati Uniti   | 01:49:45 | Liz Blatchford  | Regno Unito   | 02:01:45 |
|      | Courtney Atkinson | Australia     | 01:49:57 | Andrea Hewitt   | Nuova Zelanda | 02:01:59 |

Ishigaki - Giappone 
16 aprile 2006
| Pos. | Uomini            | Uomini      | Uomini   | Donne             | Donne         | Donne    |
| Pos. | Atleta            | Paese       | Tempo    | Atleta            | Paese         | Tempo    |
| ---- | ----------------- | ----------- | -------- | ----------------- | ------------- | -------- |
|      | Courtney Atkinson | Australia   | 01:48:03 | Debbie Tanner     | Nuova Zelanda | 01:58:34 |
|      | Hunter Kemper     | Stati Uniti | 01:48:04 | Michelle Dillon   | Regno Unito   | 01:58:36 |
|      | Andy Potts        | Stati Uniti | 01:48:11 | Samantha Warriner | Nuova Zelanda | 01:58:50 |

Mazatlán - Messico 
7 maggio 2006
| Pos. | Uomini         | Uomini      | Uomini   | Donne             | Donne      | Donne    |
| Pos. | Atleta         | Paese       | Tempo    | Atleta            | Paese      | Tempo    |
| ---- | -------------- | ----------- | -------- | ----------------- | ---------- | -------- |
|      | Rasmus Henning | Danimarca   | 01:49:11 | Vanessa Fernandes | Portogallo | 02:01:23 |
|      | Jan Frodeno    | Germania    | 01:49:31 | Anja Dittmer      | Germania   | 02:02:45 |
|      | Andy Potts     | Stati Uniti | 01:49:31 | Kathy Tremblay    | Canada     | 02:02:54 |

Madrid - Spagna 
4 giugno 2006
| Pos. | Uomini       | Uomini   | Uomini   | Donne             | Donne         | Donne    |
| Pos. | Atleta       | Paese    | Tempo    | Atleta            | Paese         | Tempo    |
| ---- | ------------ | -------- | -------- | ----------------- | ------------- | -------- |
|      | Javier Gómez | Spagna   | 01:53:09 | Vanessa Fernandes | Portogallo    | 02:06:08 |
|      | Iván Raña    | Spagna   | 01:53:17 | Andrea Hewitt     | Nuova Zelanda | 02:06:42 |
|      | Maik Petzold | Germania | 01:53:22 | Ana Burgos Acuña  | Spagna        | 02:07:00 |

Richards Bay - Sudafrica 
11 giugno 2006
| Pos. | Uomini          | Uomini    | Uomini   | Donne            | Donne     | Donne    |
| Pos. | Atleta          | Paese     | Tempo    | Atleta           | Paese     | Tempo    |
| ---- | --------------- | --------- | -------- | ---------------- | --------- | -------- |
|      | Brad Kahlefeldt | Australia | 01:52:58 | Emma Snowsill    | Australia | 02:03:12 |
|      | Reto Hug        | Svizzera  | 01:53:08 | Anja Dittmer     | Germania  | 02:06:42 |
|      | Jan Frodeno     | Germania  | 01:53:15 | Vendula Frintova | Rep. Ceca | 02:06:59 |

Edmonton - Canada 
9 luglio 2006
| Pos. | Uomini           | Uomini        | Uomini   | Donne             | Donne         | Donne    |
| Pos. | Atleta           | Paese         | Tempo    | Atleta            | Paese         | Tempo    |
| ---- | ---------------- | ------------- | -------- | ----------------- | ------------- | -------- |
|      | Hamish Carter    | Nuova Zelanda | 01:47:33 | Emma Snowsill     | Australia     | 01:56:49 |
|      | Jarrod Shoemaker | Stati Uniti   | 01:47:37 | Emma Moffatt      | Australia     | 01:57:38 |
|      | Hunter Kemper    | Stati Uniti   | 01:47:39 | Samantha Warriner | Nuova Zelanda | 01:57:50 |

Corner Brook - Canada 
23 luglio 2006
| Pos. | Uomini          | Uomini        | Uomini   | Donne             | Donne      | Donne    |
| Pos. | Atleta          | Paese         | Tempo    | Atleta            | Paese      | Tempo    |
| ---- | --------------- | ------------- | -------- | ----------------- | ---------- | -------- |
|      | Kris Gemmell    | Nuova Zelanda | 01:54:55 | Vanessa Fernandes | Portogallo | 02:06:02 |
|      | Simon Whitfield | Canada        | 01:55:05 | Anja Dittmer      | Germania   | 02:06:26 |
|      | Javier Gómez    | Spagna        | 01:55:10 | Nadia Cortassa    | Italia     | 02:06:29 |

Salford - Regno Unito 
30 luglio 2006
| Pos. | Uomini          | Uomini      | Uomini   | Donne             | Donne         | Donne    |
| Pos. | Atleta          | Paese       | Tempo    | Atleta            | Paese         | Tempo    |
| ---- | --------------- | ----------- | -------- | ----------------- | ------------- | -------- |
|      | Brad Kahlefeldt | Australia   | 01:54:31 | Samantha Warriner | Nuova Zelanda | 02:04:28 |
|      | Peter Robertson | Australia   | 01:54:44 | Mariana Ohata     | Brasile       | 02:04:51 |
|      | William Clarke  | Regno Unito | 01:54:46 | Andrea Hewitt     | Nuova Zelanda | 02:04:56 |

Tiszaújváros - Ungheria 
13 agosto 2006
| Pos. | Uomini          | Uomini     | Uomini   | Donne            | Donne       | Donne    |
| Pos. | Atleta          | Paese      | Tempo    | Atleta           | Paese       | Tempo    |
| ---- | --------------- | ---------- | -------- | ---------------- | ----------- | -------- |
|      | Brad Kahlefeldt | Australia  | 01:44:07 | Joelle Franzmann | Germania    | 01:55:40 |
|      | Jan Frodeno     | Germania   | 01:44:11 | Mariana Ohata    | Brasile     | 01:55:55 |
|      | Dmitriy Gaag    | Kazakistan | 01:44:19 | Leanda Cave      | Regno Unito | 01:56:00 |

Amburgo - Germania 
10 settembre 2006
| Pos. | Uomini          | Uomini    | Uomini   | Donne             | Donne         | Donne    |
| Pos. | Atleta          | Paese     | Tempo    | Atleta            | Paese         | Tempo    |
| ---- | --------------- | --------- | -------- | ----------------- | ------------- | -------- |
|      | Javier Gómez    | Spagna    | 01:43:01 | Vanessa Fernandes | Portogallo    | 01:53:11 |
|      | Sven Riederer   | Svizzera  | 01:43:15 | Debbie Tanner     | Nuova Zelanda | 01:53:22 |
|      | Brad Kahlefeldt | Australia | 01:43:21 | Laura Bennett     | Stati Uniti   | 01:54:36 |

Pechino - Cina 
24 settembre 2006
| Pos. | Uomini            | Uomini  | Uomini   | Donne             | Donne       | Donne    |
| Pos. | Atleta            | Paese   | Tempo    | Atleta            | Paese       | Tempo    |
| ---- | ----------------- | ------- | -------- | ----------------- | ----------- | -------- |
|      | Frédéric Belaubre | Francia | 01:52:47 | Vanessa Fernandes | Portogallo  | 02:03:53 |
|      | Javier Gómez      | Spagna  | 01:52:55 | Emma Snowsill     | Australia   | 02:04:37 |
|      | Stephane Poulat   | Francia | 01:53:43 | Elizabeth May     | Lussemburgo | 02:05:24 |

Cancún - Messico 
5 novembre 2006
| Pos. | Uomini                 | Uomini    | Uomini   | Donne            | Donne       | Donne    |
| Pos. | Atleta                 | Paese     | Tempo    | Atleta           | Paese       | Tempo    |
| ---- | ---------------------- | --------- | -------- | ---------------- | ----------- | -------- |
|      | Javier Gómez           | Spagna    | 01:47:32 | Anja Dittmer     | Germania    | 02:01:53 |
|      | Filip Ospalý           | Rep. Ceca | 01:47:41 | Joelle Franzmann | Germania    | 02:02:02 |
|      | Volodymyr Polikarpenko | Ucraina   | 01:47:52 | Andrea Whitcombe | Regno Unito | 02:02:16 |

New Plymouth - Nuova Zelanda 
12 novembre 2006
| Pos. | Uomini       | Uomini      | Uomini   | Donne              | Donne       | Donne    |
| Pos. | Atleta       | Paese       | Tempo    | Atleta             | Paese       | Tempo    |
| ---- | ------------ | ----------- | -------- | ------------------ | ----------- | -------- |
|      | Andy Potts   | Stati Uniti | 01:50:36 | Rina Bradshaw-Hill | Australia   | 02:03:18 |
|      | Marko Albert | Estonia     | 01:51:31 | Anja Dittmer       | Germania    | 02:03:24 |
|      | Tony Moulai  | Francia     | 01:52:04 | Laura Bennett      | Stati Uniti | 02:03:27 |